# Katy Mixon Greer
Katy Elizabeth Mixon Greer (de soltera Mixon; Pensacola, Florida; 30 de marzo de 1981) es una actriz y modelo estadounidense, más conocida por su papel de April Buchanon en la serie de HBO Eastbound & Down.

## Vida personal
Asistió a la Escuela de Drama de la Universidad Carnegie Mellon en Pittsburgh (Pensilvania).

## Carrera
Se inició como miembro de la empresa de teatro «Utah Shakespeare Festival» en Cedar City, Utah antes de mudarse a Los Ángeles en 2003. En 2005, protagonizó el estreno de la obra de teatro interactiva de las Américas en el Edgefest Los Ángeles. Se ha presentado en la serie Vertical Cabaret. Formó parte del reparto regular en la serie de televisión de la cadena CBS Mike & Molly.

## Filmografía
| Año  | Título                        | Papel               | Notas                                                                              |
| ---- | ----------------------------- | ------------------- | ---------------------------------------------------------------------------------- |
| 2005 | The Quiet                     | Michelle Fell       |                                                                                    |
| 2006 | Zombie Prom                   | Coco                |                                                                                    |
| 2006 | Blind Dating                  | Suzie               |                                                                                    |
| 2007 | Reinventing the Wheelers      | Caroline Honeybaker | Serie TV                                                                           |
| 2008 | Small Town News               | Mrs. Sebastian      | Serie TV                                                                           |
| 2008 | Finding Amanda                | Chica #1            |                                                                                    |
| 2008 | My Name Is Earl               | Sheila              | Serie TV, episodio "Sweet Johnny"                                                  |
| 2008 | Four Christmases              | Susan               |                                                                                    |
| 2009 | The Informers                 | Patty               |                                                                                    |
| 2009 | Eastbound & Down              | April Buchanon      | Serie TV                                                                           |
| 2009 | State of Play                 | Rhonda Silver       |                                                                                    |
| 2009 | All About Steve               | Elizabeth           |                                                                                    |
| 2010 | Two and a Half Men            | Betsy               | Episodios "Untainted by Filth", "Tinkle Like a Princess", and "Gumby with a Pokey" |
| 2010 | Mike & Molly                  | Victoria Flynn      |                                                                                    |
| 2011 | Drive Angry                   | Norma Jean          | Posproducción                                                                      |
| 2011 | Untitled Jeff Nichols Project | Kat                 | Posproducción                                                                      |
| 2011 | Take Shelter                  | Nat                 |                                                                                    |
| 2011 | Wilfred                       | Angelique           | Episodio : "Doubt"                                                                 |
| 2016 | American Housewife            | Katie Otto          | Serie TV                                                                           |